# Buzzer Beat
Buzzer Beat (ブザー・ビート~崖っぷちのヒーロー?, Buzā Bīto~Gakeppuchi no Hero) è un dorama giapponese di 11 puntate andato in onda nel 2009, con Tomohisa Yamashita che interpreta il ruolo del co-protagonista maschile.

## Trama
Tutta la serie è principalmente incentrata sui due personaggi di Naoki e Riko, il primo un giovane giocatore professionista di pallacanestro, la seconda un'aspirante violinista. La storia segue le vicende professionali dei due giovani, che cercano d'aver successo nei loro rispettivi campi, lottando e mettendocela tutta.
A causa della sua statura non eccelsa purtroppo il ragazzo non riesce a dimostrare le sue reali capacità, pur essendo stato un brillante giocatore ai tempi del college; inoltre quando si trova troppo sotto pressione tende a fare errori anche gravi.
Lei è un'allegra ragazza di buon spirito laureata in musica, il suo sogno è quello di sfondare ne mondo concertistico; intanto per vivere lavora a tempo parziale.
Un bel giorno Riko trova il cellulare perduto da Naoki su un autobus; il loro successivo incontro farà sbocciare una bella amicizia che alla fine si tramuta in qualcosa di più. Ma Naoki ha già programmato il matrimonio con l'attuale fidanzata Natsuki; e tanto per complicar ancora un po' di più le cose l'allenatore di Naoki s'è innamorato a prima vista di Riko.
Verrà raccontato così il rapporto che si viene ad instaurare tra i due e con i rispettivi amici.

## Interpreti e personaggi
- Tomohisa Yamashita è Naoki Kamiya, un ragazzo di 25 anni. È un giocatore professionista di basket ed è fidanzato con Natsuki, ma dopo aver conosciuto Riko i suoi sentimenti sono cambiati.
- Keiko Kitagawa è Riko Shirakawa, una ragazza di 24 anni. È una violinista che cerca di fare carriera nel campo della musica, mentre lavora part-time in una libreria. All'inizio avrà una relazione con l'allenatore della squadra di basket, ma dopo l'incontro con Naoki i suoi sentimenti cambieranno. Vive con la sua amica Mai di fronte ad un parco, dove conoscerà per la prima volta Naoki.
- Saki Aibu è Natsuki. Lavora in una compagnia sportiva ed è il capitano delle cheerleader. È fidanzata con Naoki, ma poiché trova la sua relazione con lui troppo noiosa, forse per la lunga durata della loro relazione (2 anni), lo tradisce con Yoyogi-san, un compagno di squadra di Naoki. Dopo la rottura con Naoki, lei, pentita, cercherà di intralciare la relazione con Riko.
- Shihori Kanjiya è Mai, migliore amica di Riko ed è una flautista professionista. Lei, al contrario di Riko ha già avuto successo nel campo della musica, ed è per questo che incoraggerà la sua amica in tutti i modi. Dopo il trasferimento di Shuji, compagno di squadra di Naoki, nella loro casa, lei si innamorerà di lui.
- Junpei Mizobata è Shuji, giocatore di basket professionista. È nella stessa squadra di Naoki, ma al contrario di lui viene considerato meno bravo. È innamorato di Mai e le chiederà di sposarlo nel caso di vittoria nella finale del campionato, in cui lui riuscirà a partecipare.
- Nobuaki Kaneko è Ren
- Munetaka Aoki è Shuto
- Satoshi Kanada è Yoshio
- Akiyoshi Kawashima è Ryosuke
- Magaru Nagai è Toru, capitano della squadra di basket
- Miki Maya è Makiko Kamiya
- Hideaki Itō è Tomoya, capo allenatore
- Aya Ōmasa è Yuri Kamiya
- Ayaka Komatsu è Shion
- Keisuke Katō è Yoichi
- Takeshi Masu (ep. 6-7-9-11)

## Episodi
| Nº | Titolo internazionale Giapponese 「Kanji」 - Rōmaji | In onda           | In onda |
| Nº | Titolo internazionale Giapponese 「Kanji」 - Rōmaji | Giapponese        |         |
| 1  | The Power of Love Makes People Stronger!! A Hero on the Brink of Activation!! First Quarter Special Program 「恋は人を強くする！！崖っぷちヒーロー始動！！初回特別編」 - Koha nin wo tsuyoku suru!! gake ppuchi hirō shidō!! Shokai tokubetsuhen | 13 luglio 2009    |         |
| 2  | The Summer of Love Begins!! 「夏の恋が始まる！！」 - Natsu no koi ga hajima ru!! | 20 luglio 2009    |         |
| 3  | A Secret Between Two People 「二人の秘密」 - Futari no himitsu | 27 luglio 2009    |         |
| 4  | A Shocking Evening 「衝撃の夜」 - Shōgeki no yoru | 3 agosto 2009     |         |
| 5  | Your Tears 「君の涙」 - Kun no namida | 10 agosto 2009    |         |
| 6  | Promise 「約束」 - Yakusoku | 17 agosto 2009    |         |
| 7  | An Extra Fifteen Minute Special!! ... I Won't Part From You 「15分拡大SP！！……離さない」 - 15 fun kakudai SP!!...... hanasa nai | 24 agosto 2009    |         |
| 8  | Please Don't Go 「行かないで」 - Ika naide | 31 agosto 2009    |         |
| 9  | A Torn Bond 「引き裂かれた絆」 - Hikisaka reta kizuna | 7 settembre 2009  |         |
| 10 | Final Chapter ~ Goodbye 「最終章・別れ」 - Saishūshō. wakare | 14 settembre 2009 |         |
| 11 | Last Quarter Seventy-Five Minute Expanded Conclusive Special!! Departure 「最終回拡大75分SP完結編！！……旅立ち」 - Saishūkai kakudai 75 fun SP kanketsuhen!!...... tabidachi                                                                      | 21 settembre 2009 |         |